# Fedor Frešo
Fedor Frešo (6. ledna 1947 Bratislava – 26. června 2018 Bratislava) byl slovenský rockový a jazzový hudebník, baskytarista a zpěvák.

## Kariéra
Narodil se v rodině předního slovenského hudebního skladatele a dirigenta Slovenského národního divadla Tibora Freša. Jeho matka byla hudební režisérkou a redaktorkou Československého rozhlasu v Bratislavě.
Vystudoval hudební konzervatoř ve hře na kontrabas, jeho doménou se stala basová kytara.
Hrál v mnoha významných slovenských skupinách: Soulmen s Ursinym, Prúdy s Hammelem a Mariánem Vargou, Collegium Musicum Mariána Vargy, Fermata s Fero Griglákem, T+R Band s Peterem Lipou, Traditional Club s Jankem Lehotským a i československá skupina Blue Effect s Hladíkem.
Po studiu se Fedor Frešo stal hudebním producentem a hudebním rozhlasovým režisérem. Vyučoval baskytaru, spolupracoval s různými hudebními vydavatelstvími. Do roku 1989 pracoval ve Slovenském rozhlase.
Fedor Frešo vedl obnovený „Traditional Club Bratislava“ a hrál v skupinách Prúdy a Fermata. Byl majitelem překladatelské agentury.
V roce 2011 vydal knihu Sideman, ve které popisuje celou svoji hudební kariéru od začátků se skupinou Soulmen po koncertování s Mariánem Vargou ve skupině Collegium Musicum.